# Championnats du monde de tennis de table 1950
Navigation
Édition précédente Édition suivante
Les championnats du monde de tennis de table 1950, dix-septième édition des championnats du monde de tennis de table, ont lieu du 29 janvier au 5 février 1950 à Budapest, en Hongrie.
Le titre simple messieurs est remporté pour la 4e fois par le britannique Richard Bergmann, qui s'impose en finale contre le hongrois Soos Ferenc.
Dans la compétition par équipes, le titre est remporté par l'équipe de Tchécoslovaquie face à équipe de Hongrie, l'équipe de France et d'Angleterre étant demi-finalistes.